# Konståret 1927

## Händelser

### December
- 12 december – Carl Milles skulptur Folkungabrunnen på Stora torget i Linköping avtäcks.[1]

### Okänt datum
- Stanley William Hayter grundar konstskolan Atelier 17 i Paris
- Konstföreningen Spiran bildas i Göteborg.
- Tage Hansson tar över ledningen av Skånska målarskolan.

## Verk

### Målningar
- Lasar Segall – Porträtt av Mário de Andrade.

### Skulpturer
- Tore Strindbergs skulptur Järntorgsbrunnen placeras på Järntorget i Göteborg.

## Födda
- 2 januari - Karin Björquist (död 2018), svensk keramiker och formgivare.
- 16 februari - Walter Bengtsson (död 1998), svensk skulptör, målare och grafiker.
- 15 mars - Maija Isola (död 2001), finländsk textilkonstnär.
- 19 mars - Gisèle Lestrange (död 1991), fransk grafiker.
- 23 april - Sven Lyra (död 2000), svensk gymnast, poet, estradör och kulturpersonlighet.
- 25 april - Albert Uderzo (död 2020), fransk tecknare, Asterix skapare.
- 7 juni
  - Thage Nordholm (död 1990), svensk konstnär.
  - Jörgen Fogelquist (död 2005), svensk bildkonstnär och skulptör.
- 5 juli - Per Olov Ultvedt (död 2006), finlandsfödd svensk konstnär.
- 4 augusti - Hendrik Nyberg (död 2019), finlandsfödd svensk konstnär.
- 23 augusti - Allan Kaprow (död 2006), amerikansk konstnär och teoretiker.
- 2 september - Sven Hansson (död 2014), svensk konstnär.
- 20 september - Elisabet Hermodsson (död 2017), svensk författare, bildkonstnär, kulturjournalist och viskompositör.
- 21 september - Håkan Bonds (död 2008), ålandsfödd svensk skulptör och illustratör.
- 16 oktober - Ray Johnson (död 1995), amerikansk konstnär
- 19 oktober - Pierre Alechinsky,  belgisk målare.
- 23 oktober - Edward Kienholz (död 1994), amerikansk konstnär.
- 25 oktober - Svenolov Ehrén (död 2004), svensk grafiker, målare.
- 26 oktober - Gunvor Bonds (död 2020), svensk konstnär och författare.
- 31 oktober - John Wipp (död 2005), svensk konstnär, poet och professor.
- 13 november - Billy Klüver (död 2004), civilingenjör och konstnär, främst verksam i USA.
- 4 december - Torun Bülow-Hübe (död 2004),svensk silversmed och konstnär.
- 14 december - Rolf Swedberg (död 2008), svensk konstnär.
- okänt datum - Arne Bark (död 1983), svensk konstnär.

## Avlidna
- 6 februari - Leander Engström (född 1886), svensk målare.
- 6 mars - Marie Spartali Stillman (född 1844), brittisk målare av grekisk börd.
- 8 mars - Emil Österman (född 1870), svensk målare.
- 11 maj - Juan Gris (född 1887), spansk målare, skulptör och tecknare.
- 23 maj- Henry E. Huntington (född 1850), amerikansk konstsamlare.
- 26 juni - Armand Guillaumin (född 1841), fransk målare och grafiker
- 27 juli - Solomon Joseph Solomon (född 1864), engelsk prerafaelitisk konstnär av judiskt ursprung.
- 31 juli - Emerik Stenberg (född 1873), svensk porträttmålare och folklivsskildrare.
- 19 september - Michael Ancher (född 1849), dansk konstnär.
- 30 september - Ole Juul (född 1852), norsk konstnär.
- 7 oktober - Paul Sérusier (född 1864), fransk målare.

### Fotnoter
1. ↑  ”Svenska Dagbladets årsbok”. 6 mars 1927. https://runeberg.org/svda/1927/0048.html. Läst 6 juni 2011.